# В темноте (альбом)
«В темноте» — девятый альбом группы «Ногу свело!», записан и издан в 2002 году на рекорд-лейбле «Квадродиск».

## Список композиций
1. В темноте [3:07]
2. Из Алма-Аты [4:25] (снят клип)
3. Колыбельная песня [4:22][1]
4. Бензин [4:01][2]
5. У берега реки [3:59]
6. На заре ты её не буди… [3:08][3]
7. Наши юные смешные голоса [4:35] (снят клип)
8. Свинка-свинка [2:14]
9. Язык огня [3:18]
10. Уникальный аппарат [3:28][4]
11. Воспоминание из детства [3:21]
12. Утро [1:42]
13. Петрушка [3:32]
14. Вставленный мотоциклист [1:35][5]
15. Язык огня (Erotique Mix) [3:22]

Все песни (слова, музыка) написаны Максимом Покровским, кроме (6) — слова Афанасий Фет, музыка Александр Варламов.
На диске как бонус представлен видеоклип на песню «Наши юные смешные голоса».

### Песня «Наши юные смешные голоса»
Песня была написана на основе вокальной мелодии, придуманной Максимом Покровским. Задача гитариста Игоря Лапухина состояла в том, чтобы придумать рифф, который использовал бы идею Макса и не был бы повтором партии вокала.
В 2002 году был снят клип на эту песню. Съемки происходили недалеко от Рублёвского пляжа. По сюжету клипа музыкантов должны были закапывать в землю живьём. Чтобы было проще снимать и дышать под землёй, солист коллектива придумал «систему безопасности Покровского»: съёмки проводились в технической яме, вместо земли в неё сыпали кучу резаного поролона, что позволяло двигаться, и уже потом засыпали землёй.

## Участники
- Максим Покровский: вокал, бас-гитара, музыка, слова, запись (12, 14)
- Игорь Лапухин: гитара
- Виктор Медведев: клавишные, запись (студия «Турне» — 3)
- Антон Якомульский: ударные
- Максим Лихачёв: тромбон
- Николай Посадский: труба (1)
- Виктор Васин: уникальный аппарат (10)
- Ирина Савельева: женский вокал (15)
- Андрей Пастернак: запись (студия «Турне» — 1, 5, 9, 15)
- Максим Щавлев: запись (студия «Турне» — 7, 13), концертный звукорежиссёр
- Соня Кругликова: запись (студия «Турне» — 11)
- Андрей Иванов: запись (студия «Миллениум» — 2)
- Владимир Николаев: запись (студия «Миллениум» — 6, 8, 10)
- Василий Крачковский: запись (студия «Мосфильм» — 4)
- Александр Косинов: техник
- Александр Литвиненко: техник
- Сергей Раскин: директор